# Georg Cantor
Georg Ferdinand Ludwig Philipp Cantor (São Petersburgo, 3 de março de 1845 – Halle, 6 de janeiro de 1918) foi um matemático alemão nascido no Império Russo.
Conhecido por ter elaborado a moderna teoria dos conjuntos, foi a partir desta teoria que chegou ao conceito de número transfinito, incluindo as classes numéricas dos cardinais e ordinais e estabelecendo a diferença entre estes dois conceitos, que colocam novos problemas quando se referem a conjuntos infinitos. Nasceu em São Petersburgo (Rússia), filho do comerciante dinamarquês, George Waldemar Cantor, e de uma musicista russa, Maria Anna Böhm. Em 1856 sua família mudou-se para a Alemanha, continuando aí os seus estudos. Estudou no Instituto Federal de Tecnologia de Zurique. Doutorou-se na Universidade de Berlim em 1867. Teve como professores Ernst Kummer, Karl Weierstrass e Leopold Kronecker.
Em 1872 foi docente na Universidade de Halle-Wittenberg, na cidade alemã Halle an der Saale, onde obteve o título de professor em 1879. Toda a sua vida irá tentar em vão deixar a cidade, tendo acabado por pensar que era vítima de uma conspiração.
Cantor provou que os conjuntos infinitos não têm todos a mesma potência (potência significando "tamanho"). Fez a distinção entre conjuntos numeráveis (ou enumeráveis) (em inglês chamam-se countable — que se podem contar) e conjuntos contínuos (ou não-enumeráveis) (em inglês uncountable — que não se podem contar). Provou que o conjunto dos números racionais Q é (e)numerável, enquanto que o conjunto dos números reais IR é contínuo (logo, maior que o anterior). Na demonstração foi utilizado o célebre argumento da diagonal de Cantor ou método diagonal. Nos últimos anos de vida tentou provar, sem o conseguir, a "hipótese do contínuo", ou seja, que não existem conjuntos de potência intermédia entre os numeráveis e os contínuos — em 1963, Paul Cohen demonstrou a indemonstrabilidade desta hipótese. Em 1897, Cantor descobriu vários paradoxos suscitados pela teoria dos conjuntos. Foi ele que utilizou pela primeira vez o símbolo {\displaystyle \mathbb {R} } para representar o conjunto dos números reais.
Durante a última metade da sua vida sofreu repetidamente de ataques de depressão, o que comprometeu a sua capacidade de trabalho e o forçou a ficar hospitalizado várias vezes. Provavelmente ser-lhe-ia diagnosticado, hoje em dia, um transtorno bipolar — vulgo maníaco-depressivo. A descoberta do Paradoxo de Russell conduziu-o a um esgotamento nervoso do qual não chegou a se recuperar. Começou, então, a se interessar por literatura e religião. Desenvolveu o seu conceito de Infinito Absoluto, que identificava a Deus. Ficou na penúria durante a Primeira Guerra Mundial, morrendo num hospital psiquiátrico em Halle.
Nas palavras de David Hilbert: "Ninguém nos poderá expulsar do paraíso que Cantor criou".

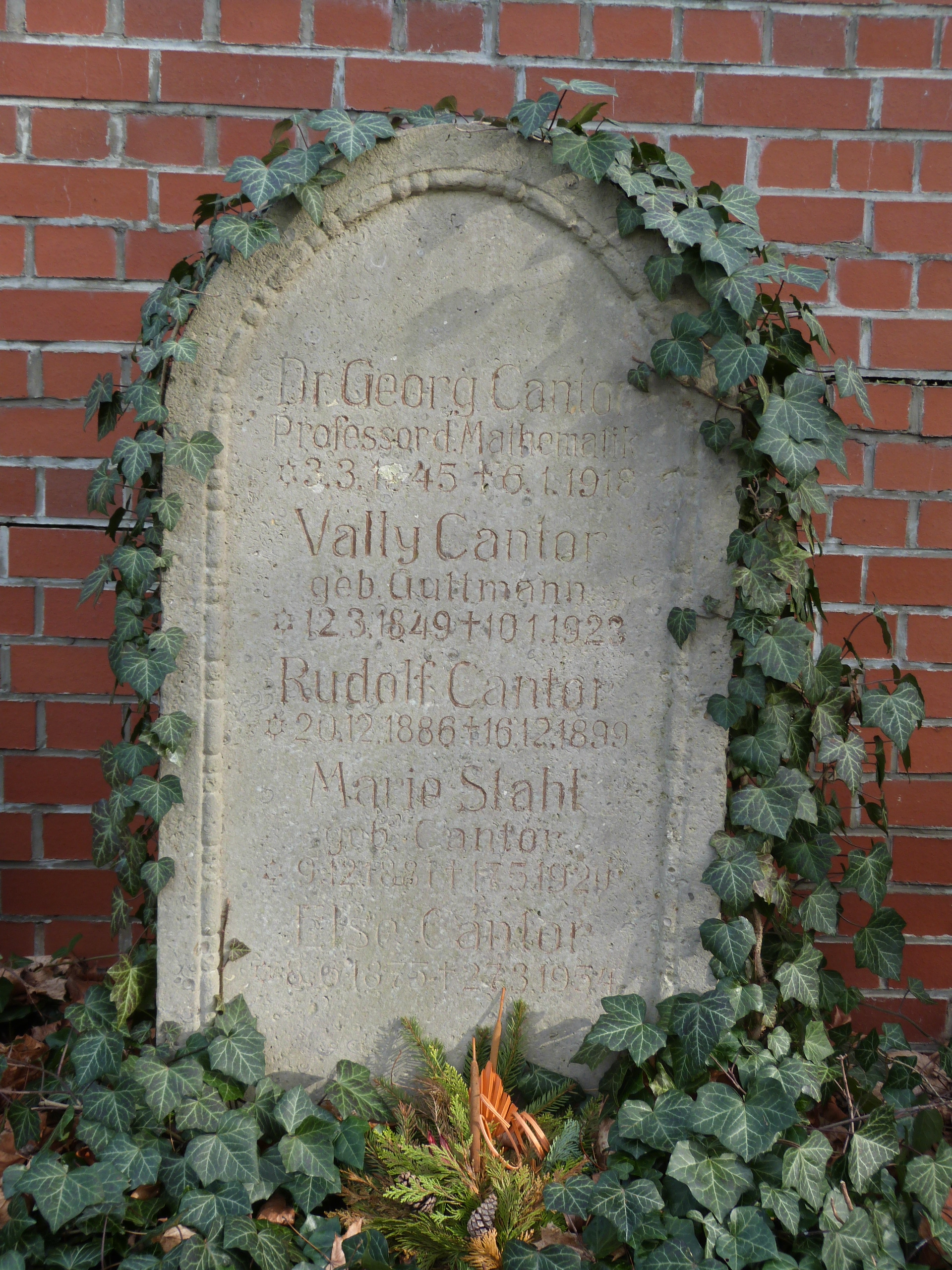
Sepultura de Cantor no Friedhof Giebichenstein em Halle

## Biografia
Georg Cantor nasceu em 1845 na colônia mercantil de São Petersburgo, na Rússia, onde viveu até os onze anos de idade. Georg, o mais velho de seis filhos, era considerado um excelente violinista. Seu avô Franz Böhm (1788-1846) (irmão do violinista Joseph Böhm) foi um solista conhecido, tocando inclusive na orquestra imperial russa. O pai de Cantor foi membro da bolsa de valores de São Petersburgo; quando ficou doente, a família mudou-se para a Alemanha em 1856, primeiro para Wiesbaden, depois para Frankfurt, em busca de invernos mais amenos do que os de São Petersburgo. Em 1860, Cantor se formou com méritos na Realschule em Darmstadt; suas habilidades excepcionais em matemática, (trigonometria em particular), atraíram atenção acadêmica. Em 1862, Cantor entrou na Instituto Federal de Tecnologia de Zurique. Depois de receber uma herança substancial com a morte de seu pai em junho de 1863, Cantor transferiu seus estudos para a Universidade de Berlim, onde assistiu a palestras de Leopold Kronecker, Karl Weierstrass e Ernst Kummer. Ele passou o verão de 1866 na Universidade de Göttingen, doutorando-se em 1867.

## Teoria dos conjuntos
O início da teoria dos conjuntos como um ramo da matemática é frequentemente marcado pela publicação do trabalho de Cantor de 1874, "Ueber eine Eigenschaft des Inbegriffes aller reellen algebraischen Zahlen" ("Sobre uma Propriedade da Coleção de Todos os Números Algébricos Reais") Este trabalho foi o primeiro a fornecer uma prova rigorosa de que havia mais de um tipo de infinito. Anteriormente, todas as coleções infinitas tinham sido implicitamente assumidas como equinumerosas (isto é, de "o mesmo tamanho" ou com o mesmo número de elementos). Cantor provou que a coleção de números reais e a coleção de números inteiros positivos não são equinumeráveis. Em outras palavras, os números reais não são contáveis. Sua prova provém do argumento diagonal que ele elaborou em 1891.  O artigo de Cantor também contém um novo método de construção de números transcendentais. Os números transcendentais foram construídos pela primeira vez por Joseph Liouville em 1844.

Uma ilustração do argumento de diagonalização de Cantor para a existência de incontáveis conjuntos. A sequência na parte inferior não pode ocorrer em nenhum lugar da lista infinita de sequências acima.

A Cantor chegou a esses resultados usando duas construções. Sua primeira construção mostra que escrever os números algébricos reais como uma sequência a1, a2, a3, .... Em outras palavras, os números algébricos reais são contáveis. Cantor inicia sua segunda construção com uma sequência qualquer de números reais. Usando essa sequência, ele constrói intervalos aninhados cuja interseção contém um número real que não está na sequência. Como toda sequência de números reais pode ser usada para construir um real que não esteja na sequência, os números reais não podem ser escritos como uma sequência - isto é, os números reais não são contáveis. Ao aplicar sua construção à sequência dos números algébricos reais, Cantor inventou um número transcendental. Cantor salienta que suas construções provam mais - a saber, elas fornecem uma nova prova do teorema de Liouville: Cada intervalo contém infinitamente muitos números transcendentais. O próximo artigo de Cantor contém uma construção que prova que o conjunto de números transcendentais tem o mesmo "poder" (ver abaixo) que o conjunto de números reais.
Entre 1879 e 1884, Cantor publicou uma série de seis artigos que juntos formaram uma introdução à sua teoria dos conjuntos. Ao mesmo tempo, havia uma crescente oposição às ideias de Cantor, lideradas por Kronecker, que admitia conceitos matemáticos apenas se pudessem ser construídos em um número finito de passos a partir dos números naturais, o que ele considerava intuitivamente dado. Para Kronecker, a hierarquia de infinitos de Cantor era inadmissível, já que aceitar o conceito de infinito atual abriria a porta para paradoxos que desafiariam a validade da matemática como um todo. Cantor também introduziu o conjunto Cantor durante este período.
O quinto artigo da série, Grundlagen einer allgemeinen Mannigfaltigkeitslehre ("Fundamentos de uma Teoria Geral de Agregados"), publicado em 1883, foi o mais importante dos seis e também foi publicado como uma monografia separada. Continha a resposta de Cantor aos seus críticos e mostrava como os números transfinitos eram uma extensão sistemática dos números naturais. Cantor começa definindo conjuntos bem ordenados. Os números ordinais são então introduzidos como os tipos de ordem de conjuntos bem ordenados. Cantor então define a adição e multiplicação dos números cardinal e ordinal. Em 1885, Cantor estendeu sua teoria dos tipos de ordem para que os números ordinais simplesmente se tornassem um caso especial de tipos de ordem.
Em 1891, ele publicou um artigo contendo seu elegante "argumento diagonal" para a existência de um conjunto incontável. Ele aplicou a mesma ideia para provar o “teorema de Cantor”: a cardinalidade do conjunto de poder de um conjunto A é estritamente maior que a cardinalidade de A. Isso estabeleceu a riqueza da hierarquia de conjuntos infinitos, e da aritmética cardinal e ordinal que Cantor tinha definido. Seu argumento é fundamental na solução do problema de Halting e na prova do primeiro teorema da incompletude de Kurt Gödel. Cantor escreveu sobre a conjectura de Goldbach em 1894.
Entre 1895 e 1897, Cantor publicou um artigo de duas partes em Mathematische Annalen; esses foram seus últimos artigos significativos sobre a teoria dos conjuntos. A aritmética cardinal e ordinal são revisadas. Cantor queria que o segundo artigo incluísse uma prova da hipótese do continuum, mas teve de se contentar em expor sua teoria de conjuntos bem ordenados e números ordinais. Cantor tenta provar que se A e B são conjuntos com A equivalente a um subconjunto de B e B equivalente a um subconjunto de A, então A e B são equivalentes. Ernst Schröder havia elaborado esse teorema um pouco antes, mas sua prova, assim como a de Cantor, era falha. Felix Bernstein forneceu uma prova correta em sua tese de doutorado em 1898; daí o nome Teorema de Cantor-Bernstein-Schroeder.

## Paradoxo de Cantor
Teorema: (Cantor) cardA < cardP(A). Logo dado qualquer número cardinal, sempre existe um número cardinal maior que o número cardinal dado.
A cardinalidade é o número de elementos de um conjunto, por exemplo, o conjunto A={2,4,6,8} contém 4 elementos e por isso possui cardinalidade 4.
Cantor descreve um dos primeiros paradoxos da teoria dos conjuntos. Aceitando a definição de conjuntos dada por Cantor, podemos conceber o conjunto U de todos os conjuntos. Esse conjunto U seria o conjunto universal, portanto teria potência máxima, já que seria composto por todos os conjuntos. Em particular ele teria que ser um elemento de si mesmo, o que pode ser estranho. Porém ao considerarmos o conjunto das partes de U, ou seja, é o conjunto P(U), pelo teorema de Cantor P(U) > U. Mas isso contradiz a suposição inicial, de que existe um conjunto universal U, ou conjunto de todos os conjuntos. Tal conjunto não existe, como não existe infinito absoluto, isto é, que seja “maior” de todos.

### Literatura primária em inglês
- Cantor, Georg (1955) [1915].  Philip Jourdain, ed. Contributions to the Founding of the Theory of Transfinite Numbers. New York: Dover. ISBN 978-0-486-60045-1.

### Literatura primária em alemão
- Cantor, Georg (1874). «Ueber eine Eigenschaft des Inbegriffes aller reellen algebraischen Zahlen» (PDF). Journal für die Reine und Angewandte Mathematik. 1874 (77): 258–262. doi:10.1515/crll.1874.77.258
- Cantor, Georg (1878). «Ein Beitrag zur Mannigfaltigkeitslehre». Journal für die Reine und Angewandte Mathematik. 1878 (84): 242–258. doi:10.1515/crll.1878.84.242.
- Georg Cantor (1879). «Ueber unendliche, lineare Punktmannichfaltigkeiten (1)». Mathematische Annalen. 15 (1): 1–7. doi:10.1007/bf01444101
- Georg Cantor (1880). «Ueber unendliche, lineare Punktmannichfaltigkeiten (2)». Mathematische Annalen. 17 (3): 355–358. doi:10.1007/bf01446232
- Georg Cantor (1882). «Ueber unendliche, lineare Punktmannichfaltigkeiten (3)». Mathematische Annalen. 20 (1): 113–121. doi:10.1007/bf01443330
- Georg Cantor (1883). «Ueber unendliche, lineare Punktmannichfaltigkeiten (4)». Mathematische Annalen. 21 (1): 51–58. doi:10.1007/bf01442612
- Georg Cantor (1883). «Ueber unendliche, lineare Punktmannichfaltigkeiten (5)». Mathematische Annalen. 21 (4): 545–591. doi:10.1007/bf01446819 Published separately as: Grundlagen einer allgemeinen Mannigfaltigkeitslehre.
- Georg Cantor (1891). «Ueber eine elementare Frage der Mannigfaltigkeitslehre» (PDF). Jahresbericht der Deutschen Mathematiker-Vereinigung. 1: 75–78
- Cantor, Georg (1895). «Beiträge zur Begründung der transfiniten Mengenlehre (1)» (PDF). Mathematische Annalen. 46 (4): 481–512. doi:10.1007/bf02124929. Cópia arquivada (PDF) em 23 de abril de 2014
- Cantor, Georg (1897). «Beiträge zur Begründung der transfiniten Mengenlehre (2)». Mathematische Annalen. 49 (2): 207–246. doi:10.1007/bf01444205
- Cantor, Georg (1932).  Ernst Zermelo, ed. «Gesammelte Abhandlungen mathematischen und philosophischen inhalts». Berlin: Springer. Cópia arquivada em 3 de fevereiro de 2014. Quase tudo que Cantor escreveu. Inclui trechos de sua correspondência com Dedekind (p. 443–451) e e a biografia sobre Cantor de Fraenkel  (p. 452–483) no apêndice.